# Кузнецов, Александр Владимирович
Александр Владимирович Кузнецов (род. 13 марта 1958, Коркино, Челябинская область) — российский политический деятель. Депутат Государственной Думы второго созыва (1995—1999).

## Биография
Окончил Уральский электромеханический институт инженеров транспорта и Уральскую академию государственной службы.
1995—1999 г.г. — депутат Государственной Думы РФ от Челябинской области, председатель подкомитета по регулированию доходов Комитета по труду и социальной политике.
2000—2007 гг. — заместитель председателя Горно-металлургического союза России.
2008 −2014 г.г. — заместитель начальника Управления государственной службы Федеральной антимонопольной службы.